# 3584 Aisha
3584 Aisha è un asteroide della fascia principale del diametro medio di circa 25,37 km. Scoperto nel 1981, presenta un'orbita caratterizzata da un semiasse maggiore pari a 3,0921044 UA e da un'eccentricità di 0,0965744, inclinata di 2,13002° rispetto all'eclittica.